# Coșbuc
Coșbuc (dawniej: Hordou) – wieś w Rumunii, w okręgu Bistrița-Năsăud, w gminie Coșbuc. W 2011 roku liczyła 1524 mieszkańców.